# Голый Камень
Го́лый Ка́мень — гора на Среднем Урале, в черте города Нижний Тагил Свердловской области России. Часть горного хребта Весёлые горы. Популярное место туризма у жителей города.
По названию горы назван жилой район города — Голый Камень.

## Географическое положение
Гора Голый Камень расположена на окраине города Нижнего Тагила. Из горы вытекает река Рудянка. Высота горы — 365 метров над уровнем моря.

## Описание
Гора, расположенная на западной границе Нижнего Тагила, состоит из диорита и диоритового сланца. Западный склон горы покрыт преимущественно хвойным лесом, а на восточном, более пологом склоне простираются альпийские луга. На вершине горы расположен скальный останец-шихан причудливой формы до 10 метров в высоту с удобным местом для костровища у его подножья, со стороны лугов. Со стороны леса скалы нависают над низиной, поросшей деревьями. С луговой стороны к скалам ведёт тропа, проходящая по гребню и между скал, доходя до самой вершины к небольшой площадке между скальными глыбами на самой вершине горы. С вершины открывается хороший вид на центральную часть города, а также на Лисью гору, пруд, на гору Высокую с уступами Главного карьера и отвалами.

## История
Н. С. Попов в своей книге «Хозяйственное описание Пермской губернии» 1811 года писал, что гора Голый Камень, расположенная в 4 верстах от Нижнетагильского завода и вышиною около 50 саженей, название своё получила оттого, что никакого нет на ней лесу.
Михаил Дмитриев, надзиратель Нижнетагильского горнозаводского училища, совершившего в 1909 году экскурсию с учениками на Голый Камень даёт описание, как горы, отстоящий от Нижнего-Тагила в 4 верстах, высотою 50 саженей от уровня пруда. На вершине его почти всегда бывает ветер. Можно легко укрыться от ветра. Чтоб напиться чаю, стоит только перейти на восточную сторону, где камень двумя отвесными стенками защищает площадку от ветра, а остальными двумя сторонами — лес. На таком защищенном от ветра месте лежит камень формой куба, заменяющий гулящим стол. С камня открывается вид на весь Нижнетагильский завод, село Горбуново и на торфяники".
Краевед И. А. Орлов в 1985 году повествует о местной легенде, что «Елим Павлович Демидов увлекался шахматами и к его приезду в Тагильские заводы году в 1907 году местное заводское начальство, зная увлечение хозяина, специально для него „сюрпризом“ распорядилось вырубить в скале на самом шихане два кресла, а между ними — шахматную доску. Выбор места был очень удачным. Отсюда, как на ладони, виден весь Нижний Тагил с его заводами, окрестностями и на запад до горизонта — Уральских хребет. Здесь Елим Павлович и проводил с кем-то игру. Кресла и шахматная доска сохранились до сих пор, но уже попорчены и временем, и любителями оставить свои инициалы на память…».

## Археологические находки
Тагильским краеведом С. Н. Топорковым в 1909 году были найдены черепки глиняной посуды с орнаментом, обожженные кости человека и животных, глиняное украшение и бронзовую трехлопастную стрелу. В железном веке и в средневековье на вершине Голого камня было святилище и жертвенник.
На южном склоне горы, в месте выхода алевротуфов порфирита, в 1954 году археологом П. Э. Рикертом были найдены следы деятельности людей эпохи мезолита — Голокаменскую мастерскую. На площади около 7000 квадратных метров рассыпаны сотни тысяч отщепов, нуклеусов и заготовок для нуклеусов. Здесь первобытные люди производили первичные расщепление и обработку камней. Орудия из добытого здесь камня в изобилии встречаются на мезолитических стоянках 6-5 тысячелетия до н. э. в радиусе до 30 километров. Изделия из голокаменского сырья найдены в святилище на Дыроватом Камне на реке Чусовая.
В 1984 году археологами под руководством Ю. Б. Серикова у Голого камня обнаружена домница для плавки руды. Общее количество археологических находок на Голом Камне уже более 20 тысяч.